# Liste der Bodendenkmäler in Sommerkahl
Auf dieser Seite sind die Bodendenkmäler in der unterfränkischen Gemeinde Sommerkahl zusammengestellt. Diese Tabelle ist eine Teilliste der Liste der Bodendenkmäler in Bayern. Grundlage ist die Bayerische Denkmalliste, die auf Basis des Bayerischen Denkmalschutzgesetzes vom 1. Oktober 1973 erstmals erstellt wurde und seither durch das Bayerische Landesamt für Denkmalpflege geführt wird. Die folgenden Angaben ersetzen nicht die rechtsverbindliche Auskunft der Denkmalschutzbehörde.

## Bodendenkmäler der Gemeinde

### Bodendenkmäler in der Gemarkung Sommerkahl
| Lage                  | Objekt                                                                                    | Akten-Nr.     | Bild |
| --------------------- | ----------------------------------------------------------------------------------------- | ------------- | ---- |
| Sommerkahl (Standort) | Spätmittelalterliche bis frühneuzeitliche Kalkbrennöfen. Siehe auch: mittelalter, neuzeit | D-6-5921-0031 |      |
| Sommerkahl (Standort) | Spätmittelalterliche bis frühneuzeitliche Glashütte. Siehe auch: Glashütte                | D-6-5921-0032 |      |
| Sommerkahl (Standort) | Spätmittelalterliche bis frühneuzeitliche Glashütte.                                      | D-6-5921-0066 |      |
| Sommerkahl (Standort) | Siedlung vor- und frühgeschichtlicher Zeitstellung.                                       | D-6-5921-0105 |      |